# ويليام ك. بيل
ويليام ك. بيل هو سياسي كندي، ولد في 10 يناير 1828، وتوفي في 1903. حزبياً، نشط في الحزب الليبرالي في نوفا سكوشا ‏. وقد انتخب عضو مجلس نواب نوفا سكوتيا.